# Oceans Ate Alaska
Oceans Ate Alaska est un groupe britannique de heavy metal, originaire de Birmingham, en Angleterre. Le groupe est actuellement signé chez Fearless Records et est connu pour « unifier les frontières entre plusieurs genres dans le metal moderne » et pour « fusionner des polyrythmies imprévisibles et des partenariats sporadiques de passages mélodiques et dissonants ».

## Histoire

### Débuts (2010–2014)
Oceans Ate Alaska est formé en 2010 par James Harrison, James « Jibs » Kennedy, Josh Salthouse, Alex Hurdley et Chris Turner, étudiants à l'université de Birmingham. Le nom du groupe a été trouvé par le chanteur, James Harrison, qui l'a nommé d'après le tsunami de la baie Lituya de 1950, qui a englouti l'un des golfes de l'Alaska.
Le groupe sort son premier single, Taming Lions, le 4 août, suivi de son deuxième single, Clocks, le 26 août, tous deux accompagnés d'un clip, sur le label Great Escape Records. Le 7 mai 2012, le groupe sort son premier EP, Into the Deep, sur le label Vagrant Records et le réédite plus tard dans l'année sur le label Density Records. Le 2 avril, le groupe sort le clip de la chanson To Catch a Flame, tirée de leur nouvel EP. Le 13 novembre, le groupe sort une édition physique de leur EP Into the Deep grâce à leur nouveau label, Density.
Le 7 octobre 2014, le groupe annonce sa signature chez Fearless Records et qu'il sortira son premier album en 2015 En même temps que l'annonce, le groupe publie la première chanson de son nouvel album, Blood Brothers. Le 12 novembre 2014, le groupe annonce qu'il figurerait sur l'album compilation Punk Goes Pop 6 de Fearless Records, reprenant la chanson Drunk in Love de Beyoncé,.

### Lost IslesetHikari(2015–2021)

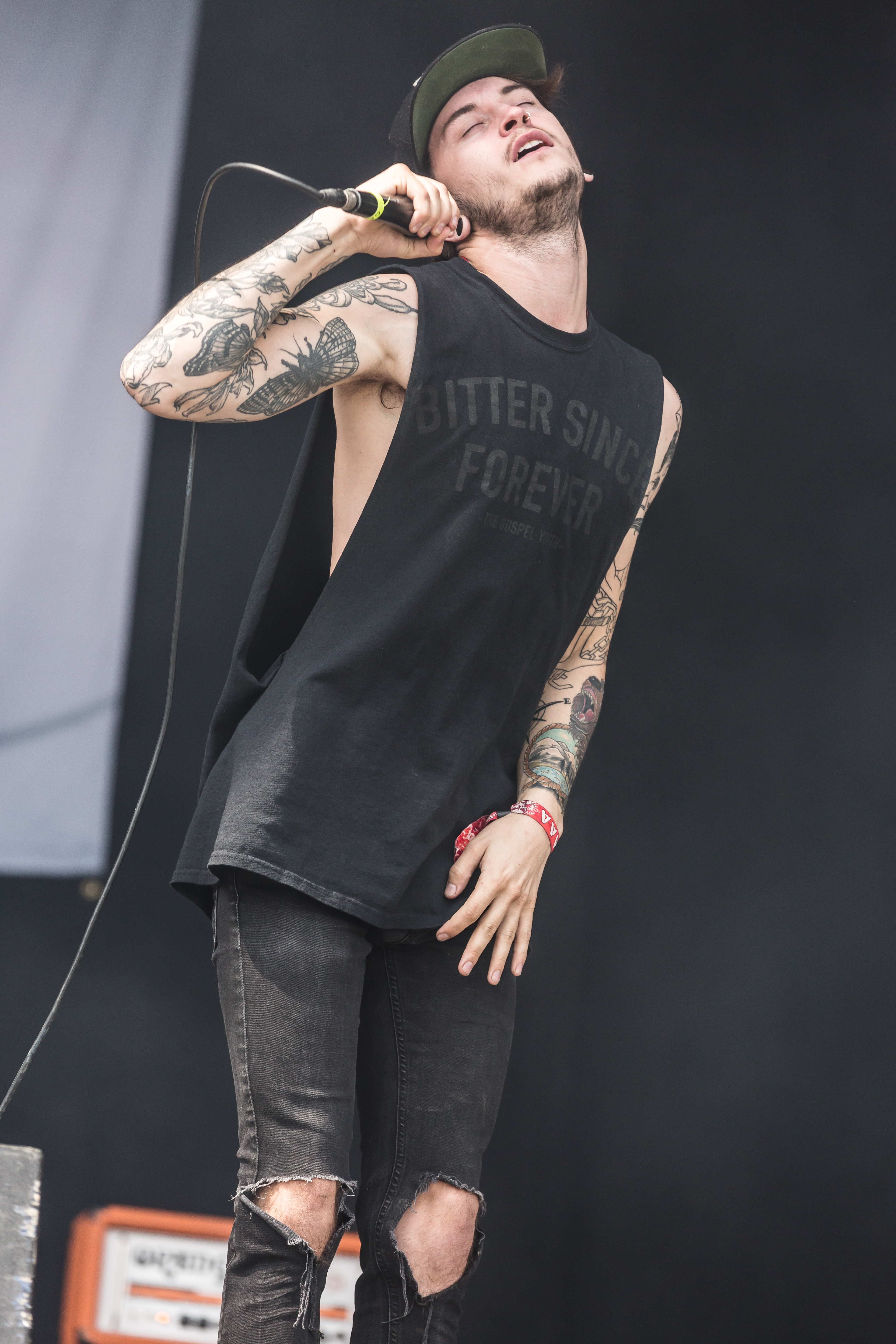
L'ancien chanteur Jake Noakes au Summer Breeze, 2017, avec le groupe.

Le 6 janvier 2015, le deuxième single et titre phare de leur nouvel album, Floorboards, sort et trois jours plus tard, le groupe publie un play through à la guitare du morceau,. Le 19 janvier 2015, le groupe publie une vidéo détaillant l'histoire derrière leur nouvel album, Lost Isles. Le 27 janvier 2015, le groupe sort le clip du troisième single de son nouvel album, Vultures and Sharks. Le groupe sort son premier album Lost Isles le 24 février 2015. Le 11 mai 2015, le groupe sort un clip vidéo pour sa chanson High Horse. Trois jours plus tard, Oceans Ate Alaska est annoncé pour sa première tournée aux États-Unis à l'été 2015 dans le cadre du Node Tour de Northlane, aux côtés de Like Moths to Flames et In Hearts Wake.
Le groupe joue ensuite l'intégralité du Vans Warped Tour 2016 aux États-Unis aux côtés de groupes comme Atreyu, Sum 41, Wage War, Whitechapel, New Found Glory, The Word Alive et bien d'autres,. Le 16 décembre 2016, le groupe annonce qu'il se sépare du chanteur James Harrison, mais qu'il reste en bons termes. Ils ajoutent qu'ils révéleraient leur nouveau vocaliste dans les semaines à venir. Le 3 février 2017, le groupe a officiellement révélé que Jake Noakes remplacerait Harrison en tant que chanteur principal du groupe. Le groupe a publié la déclaration suivante concernant le remplacement : « Notre nouveau chanteur est notre ami personnel et incroyablement talentueux chanteur/screamer Jake Noakes du Royaume-Uni ! C'est un honneur pour nous de jouer à ses côtés à partir de maintenant, c'est un monstre absolu ! »
Le 25 mai 2017, le groupe sort Covert, le premier single avec Noakes au chant. Le 9 juin 2017, le groupe annonce officiellement que leur deuxième album, Hikari, sortira le 28 juillet et comportera un mélange d'instruments japonais avec le batteur Chris Turner, déclarant que « Nous avons un énorme respect pour la culture japonaise, en particulier leur musique » et « ces instruments uniques et magnifiques nous ont inspirés pour créer quelque chose de tout nouveau, et nous sommes au-delà de la fierté du résultat final ! » Le lendemain, Fearless Records publie une vidéo présentant aux fans d'Oceans Ate Alaska le nouveau chanteur du groupe, Jake Noakes. Le 28 juillet 2017, le groupe sort son album Hikari ainsi qu'un clip vidéo pour sa chanson Hansha. Le 14 septembre 2017, le groupe est annoncé comme participant à la première partie du groupe de cinq massifs heavy du Deadweight Tour Part Two de Wage War aux côtés de Gideon, Varials et Loathe à partir du 24 novembre. Le 10 novembre 2017, le groupe sort des éditions instrumentales de Lost Isles et Hikari.
Le 5 janvier 2018, le groupe révèle qu'il participera au Cold Like War Tour de We Came as Romans avec The Plot in You, Currents et Tempting Fate,. Le 15 août 2018, le groupe est annoncé en première partie de Like Moths to Flames sur leur tournée automnale Dark Divine aux côtés de Phinehas et Novelists à partir du 8 novembre. Le 12 novembre 2018, le groupe publie sa reprise de Shape of My Heart de Sting, suivie d'un discours du batteur Chris Turner sur les chansons qui lui ont sauvé la vie.
Le 10 juin 2019, le groupe annonce sur sa page Facebook qu'il est actuellement en studio pour travailler sur son troisième album à venir. Le 27 août 2019, le groupe est annoncé comme faisant partie du dixième anniversaire du Macmillan Fest avec 60 autres actes musicaux. L'événement accueillera le Great British Grind-Off, une bataille épique des groupes, et aura lieu le 7 septembre à Nottingham.
Le 11 novembre 2020, le groupe sort une nouvelle chanson et un clip vidéo intitulé Metamorph, révélant le retour du chanteur fondateur James Harrison au sein du groupe, tandis que l'ancien chanteur Jake Noakes annonce officiellement son départ sur son compte Instagram personnel en raison de son rêve de prolonger son activité de tatoueur. 

### Disparity(depuis 2022)
Le 1er juillet 2022, le groupe sort le single New Dawn, leur première nouvelle musique depuis 2020. Le 19 août 2022, ils sortent un autre single, Nova, avec lequel ils annoncent leur prochain album Disparity, qui sort le 1er septembre. Selon le guitariste James Kennedy, le nom de l'album vient de disparity, qui signifie « grande différence ». Le guitariste James Kennedy explique que le nom de l'album vient de disparity, qui signifie « une grande différence » : « Il y a beaucoup de thèmes et d'histoires de 'monde dystopique' dans les paroles de cet album ». Le 20 janvier 2023, le groupe sort l'édition instrumentale de l'album,.

## Discographie

### Albums studio
- 2015 : Lost Isles (Fearless Records)
- 2017 : Hikari (Fearless Records)
- 2022 : Disparity (Fearless Records)

### EP
- 2011 : Taming Lions (Density Records)
- 2012 : Into the Deep (Icon Music Management)

### Singles
- 2020 : Metamorph (Fearless Records)

### Participations
- 2014 : Punk Goes Pop 6 (Fearless Records)